# Mac Quayle
Pour les articles homonymes, voir Quayle.
Mac Quayle est un compositeur et producteur de musique américain. Il est récompensé en 2016 avec le Primetime Emmy Award de la meilleure musique dans une série lors de la 68e cérémonie des Primetime Emmy Awards pour son travail derrière la série télévisée Mr. Robot. Il est aussi le compositeur de la série télévisée American Horror Story ou encore de Ratched et la série documentaire The Vow (en). Il a aussi travaillé sur la composition de The Last of Us Part II, jeu de l'année en 2020, en collaboration avec Gustavo Santaolalla.

## Séries télévisées
- 9-1-1
- 9-1-1: Lone Star
- American Horror Stories
- American Horror Story
- Feud
- Mr. Robot
- Pose
- Ratched
- Scream Queens
- The Politician

## Ludographie
- The Last of Us Part II

## Distinctions

### Récompenses
- 2016 : Primetime Emmy Award de la meilleure musique dans une série télévisée, Mr. Robot.

### Nominations
- 2015 : Primetime Emmy Award pour la meilleure composition musicale pour une série limitée ou un film, American Horror Story.
- 2017 : World Soundtrack Awards du meilleur compositeur TV de l'année, Mr. Robot, Feud, Scream Queens[2].
- 2017 : Primetime Emmy Award pour la meilleure composition musicale pour une série limitée ou un film, Feud.
- 2017 : Primetime Emmy Award de la meilleure musique de générique, Feud.
- 2021 : British Academy Video Games Awards pour la meilleure musique originale, The Last of Us Part II[3].